# Mörtsjön (Sunds socken, Östergötland)
Mörtsjön är en sjö i Ydre kommun i Östergötland och ingår i Motala ströms huvudavrinningsområde.